# 川路駅
川路駅（かわじえき）は、長野県飯田市川路辻前にある、東海旅客鉄道（JR東海）飯田線の駅である。

## 歴史
- 1927年（昭和2年）12月26日：伊那電気鉄道天竜峡 - 駄科間延伸時に伊那川路駅（いなかわじえき）として開設[1][2]。一般駅[3]。
- 1943年（昭和18年）8月1日：伊那電気鉄道線が飯田線の一部として国有化、鉄道省（後の日本国有鉄道）の駅となる[4]。川路駅（初代）が三河東郷駅に改称したのに伴い、川路駅（かわじえき）に改称[1][5]。
- 1961年（昭和36年）6月26日：「三六災害」大水害が発生[6]。駅舎の屋根まで水没するなどの被害を受けた。後に飯田市がこの地域を「災害危険区域」に指定したため、近隣の住民は高台や他地域へ移住する事となり、駅周辺はゴーストタウン化する。
- 1971年（昭和46年）12月1日：貨物・荷物扱い廃止（旅客駅化）[7]。同時に無人駅化[8]。
- 1983年（昭和58年）9月：「五八災害」発生。再度大水害の被害を受ける。
- 1987年（昭和62年）4月1日：国鉄分割民営化に伴い、JR東海の駅となる[3][9]。
- 2001年（平成13年）
  - 4月1日：水害対策の治水工事（護岸・盛土整備）に伴い、線路付替え、駅は東側に移転[1][10][11]。
  - 5月21日：旧駅舎解体[12]。

## 駅構造
単式ホーム1面1線と保線車両用の留置線を有する地上駅。水害対策から開設当時の位置からは移設されている。
飯田駅管理の無人駅である。

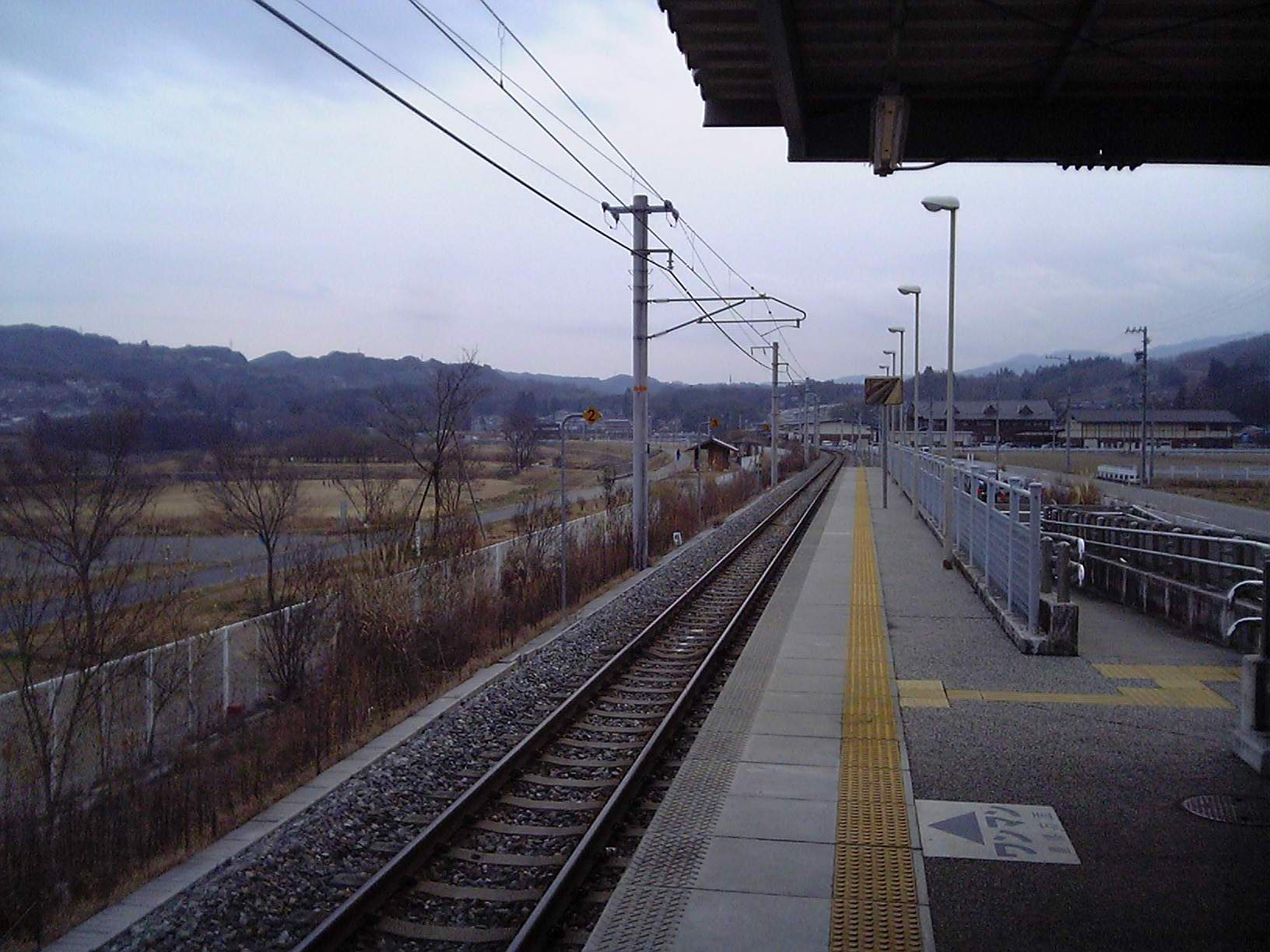
ホーム（2009年12月）

## 利用状況
1日平均乗車人員は以下の通り。
| 乗車人員推移 | 乗車人員推移 |
| 年度         | 1日平均人数  |
| ------------ | ------------ |
| 2003         | 36           |
| 2004         | 40           |
| 2005         | 31           |
| 2006         | 35           |
| 2007         | 30           |
| 2008         | 49           |
| 2009         | 59           |
| 2010         | 66           |
| 2011         | 58           |
| 2012         | 76           |
| 2013         | 85           |
| 2014         | 102          |
| 2015         | 113          |
| 2016         | 119          |
| 2017         | 126          |
| 2018         | 116          |

## 駅周辺

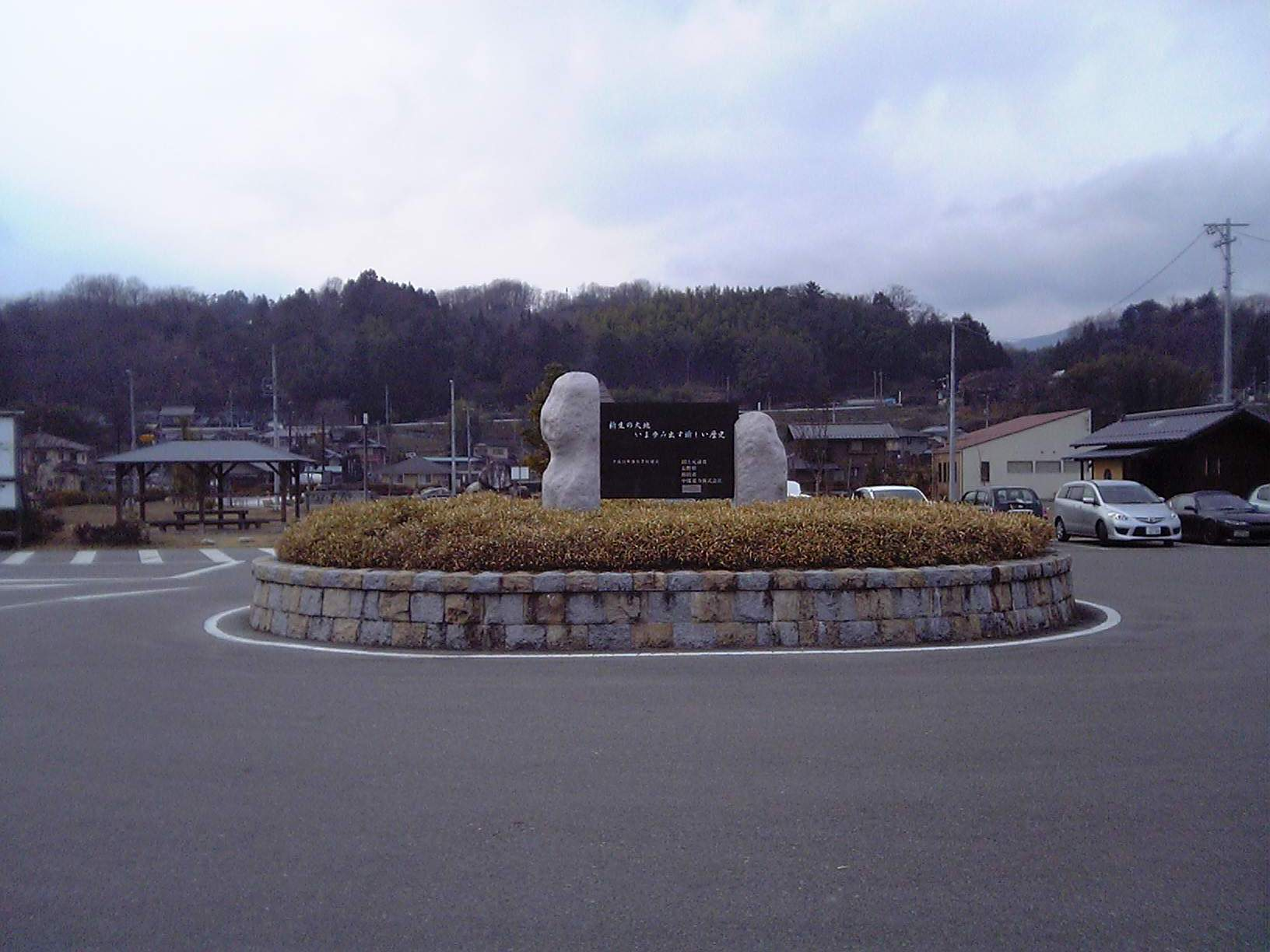
駅前（2009年12月）

「川の路」の名の示す通り天竜川に接した低地であり、過去に幾度と無く洪水による被害を受けた地域である。水害対策として国交省、飯田市、中部電力などによる天竜川治水対策事業が行われ、開拓が進んでいる（天竜峡エコバレープロジェクト）。
- 国道151号（川路バイパス・長野県道250号上川路大畑線）
- 天竜川
- 天竜川総合学習館かわらんべ
- かぶちゃん農園配送センター（電車の場合は天竜峡駅よりこちらの方が近い）
- 開善寺[1]

## 隣の駅
東海旅客鉄道（JR東海）
CD 飯田線
天竜峡駅 - 川路駅 - 時又駅
※国有化される前は、当駅と時又駅の間に開善寺停留場が存在した。